# O Mistério de Robin Hood
Pour plus de détails, voir Fiche technique et Distribution.
O Mistério de Robin Hood est un film d'aventure et de comédie brésilien de 1990, réalisé par José Alvarenga Júnior. Le film met en vedette Xuxa Meneghel et Os Trapalhões.

## Histoire
Le clochard Didi est un Robin des Bois moderne qui vole aux passeurs et aux prêteurs pour donner aux nécessiteux. Il vit caché près d'un cirque et est amoureux de Tatiana, la fille d'un vieux magicien. Dans ce cirque, Tonho et Fredo sont des employés très maladroits .

## Fiche technique
- Titre : O Mistério de Robin Hood
- Réalisateur : José Alvarenga Jr.
- Scénario : Paulo Andrade, Renato Aragão et Mauro Wilson
- Producteurs : Marco Altberg, Denise Aragão et Diler Trindade
- Musique : Jota Morais
- Pays :  Brésil
- Durée : 90 minutes
- Date de sortie : 14 décembre 1990

## Distribution
- Renato Aragão : Didi
- Dedé Santana : Fredo
- Mussum : Tonho
- Xuxa Meneghel : Tatiana
- Carlos Eduardo Dolabella : Gavião
- Márcio Seixas : voix de Gavião
- Duda Little : Rosa
- Roberto Guilherme
- Átila Iório
- Nildo Parente : père Rosa
- Tião Macalé
- Beto Carrero
- Amadeu Celestino

## Réception
Conrado Heoli dans sa critique du site Papo de Cinema, a déclaré que le film « démontre la fatigue du groupe [Les Trapalhões] et la difficulté à rester pertinent et inventif, après plus de trois décennies consacrées à l'humour. Artistique avec ses costumes, son scénario et même dans son intrigue, le film se retrouve comme un épisode prolongé de la série humoristique télévisée, recyclant des gags déjà vus, sans grande inspiration.. [Il contient] autant d'erreurs que de bonnes choses ».